# 한국 공포 문학 단편선
한국 공포 문학 단편선은 인터넷 공포문학 사이트 매드클럽에서 활동하는 작가들을 주축으로 해 황금가지가 펴낸 공포 소설 단편집이다.
2006년 10월 밀리언셀러 클럽 한국편의 한 부분으로 첫 권이 출간됐다. 그러나 1권이 한국간행물윤리위원회로부터 폭력성을 문제로 19세 미만 구독불가 도서로 판정받았고, 2007년 8월 전권보다 폭력성이 억제된 2권 《한국 공포 문학 단편선 2 - 두 번째 방문》이 출간되었다. 2018년 8월 현재 시리즈 7권까지 출간되어 있다.

## 수록작

### 1권 《한국 공포 문학 단편선 1》
황금가지 밀리언 셀러 클럽 한국편 8. ISBN 8982739491
- 김종일, 〈일방통행〉
- 권정은, 〈은둔(隱遁)〉
- 신진오, 〈상자〉
- 엄성용, 〈감옥〉
- 우명희, 〈들개〉
- 최민호, 〈흉포한 입〉
- 장은호, 〈하등 인간〉
- 이종호, 〈아내의 남자〉
- 박동식, 〈모텔 탈출기(Motel 脫出記)〉
- 김민영, 〈깊고 푸른 공허함〉- 1996년 발표작을 개작함
- 조성면, 〈현실로 귀환한 공포:《한국 공포 문학 단편선》이 거둔 것과 남긴 것〉

### 2권 《한국 공포 문학 단편선 2》
황금가지 밀리언 셀러 클럽 한국편 10. ISBN 9788960171541
- 김종일, 〈벽〉
- 장은호, 〈캠코더〉
- 최민호, 〈길 위의 여자〉
- 김미리, 〈드림 머신〉
- 김준영, 〈통증〉
- 안영준, 〈레드 크리스마스〉
- 신진오, 〈압박〉
- 황희, 〈벽 곰팡이〉
- 이종호, 〈폭설〉
- 김봉석, 〈한국적인 공포에 대하여〉

### 3권 《나의 식인 룸메이트: 한국 공포 문학 단편선 3》
황금가지 밀리언 셀러 클럽 한국편 12. ISBN 9788960171565
- 신지수, 〈나의 식인 룸메이트〉
- 장은호, 〈노랗게 물든 기억〉
- 신진오, 〈공포인자〉
- 우명희, 〈담쟁이 집〉
- 엄성용, 〈스트레스 해소법〉
- 김준영, 〈붉은 비〉
- 전건우, 〈선잠〉
- 이종호, 〈은혜〉
- 황희, 〈얼음폭풍〉
- 김종일, 〈불〉

### 4권 《한국 공포 문학 단편선 4》
황금가지 밀리언 셀러 클럽 한국편 14. ISBN 9788960171589
- 장은호, 〈첫 출근〉
- 김종일, 〈도둑놈의갈고리〉
- 이종호, 〈플루토의 후예〉
- 황태환, 〈폭주〉
- 우명희, 〈불귀(不歸)〉
- 유선형, 〈도축장에서 일하는 남자〉
- 최민호, 〈더블(DOUBLE)〉
- 김유라, 〈배심원〉
- 권정은, 〈행복한 우리 집에 어서 오세요〉
- 전건우, 〈배수관은 알고 있다〉

### 5권 《한국 공포 문학 단편선 5》
황금가지 밀리언 셀러 클럽 한국편 16. ISBN 9788994210926
- 김종일, 〈놋쇠 황소〉
- 이종권, 〈오타〉
- 장은호, 〈고치〉
- 류동욱, 〈시체 X〉
- 모희수, 〈기억변기〉
- 우명희, 〈늪〉
- 임태훈, 〈네모〉
- 엄길윤, 〈벗어버리다〉
- 황태환, 〈살인자의 요람〉
- 이종호, 〈오해〉

### 6권 《한국 공포 문학 단편선 6》
황금가지 밀리언 셀러 클럽 한국편 26. ISBN 9788960178809
- 돼지가면 놀이 - <유재중>
- 숫자꿈 - <김재은>
- 무당아들 - <박해로>
- 여관바리 - <지난>
- 낚시터 - <정세호>
- 며느리의 관문 - <장은호>
- 헤븐 - <우명희>
- 고양이를 찾습니다 - <황태환>
- 구토 - <김유라>
- 파리지옥 - <엄길윤>

### 7권 《단편들, 한국 공포 문학의 밤》
황금가지 밀리언 셀러 클럽 한국편 ISBN 9791158883201
- 허수아비 - <배명은>
- 증명된 사실 - <이산화>
- 이화령 - <왼손>
- 위탁관리 - <유사본>
- 그네 - <사마란>
- 천장세 - <장은호>
- 완벽한 죽음을 팝니다 - <지현상>
- 이른 새벽의 울음소리 - <해도연>
- 고속버스 - <엄성용>
- 더 도어 - <우명희>